# Ị̄
Ị̄ (minuscule : ị̄), appelé I macron point souscrit, est une lettre latine utilisée dans l’écriture de l’abua, de l’igede et du nyakyusa.
Il s’agit de la lettre I diacritée d’un macron et d’un point souscrit.

## Usage informatique
Le I macron point souscrit peut être représenté avec les caractères Unicode suivants : 
- précomposé (latin étendu additionnel, diacritiques)[1],[2] :

| formes    | représentations | chaînes de caractères | points de code | descriptions                                                |
| --------- | --------------- | --------------------- | -------------- | ----------------------------------------------------------- |
| capitale  | Ị̄               | Ị◌̄                    | U+1ECA U+0304  | lettre majuscule latine i point souscrit diacritique macron |
| minuscule | ị̄               | ị◌̄                    | U+1ECB U+0304  | lettre minuscule latine i point souscrit diacritique macron |

- décomposé et normalisé NFD (latin de base, diacritiques) :

| formes    | représentations | chaînes de caractères | points de code       | descriptions                                                            |
| --------- | --------------- | --------------------- | -------------------- | ----------------------------------------------------------------------- |
| capitale  | Ị̄               | I◌̣◌̄                   | U+0049 U+0323 U+0304 | lettre majuscule latine i diacritique point souscrit diacritique macron |
| minuscule | ị̄               | i◌̣◌̄                   | U+0069 U+0323 U+0304 | lettre minuscule latine i diacritique point souscrit diacritique macron |